# Beatrice di Borbone-Parma
Beatrice di Borbone-Parma (nome completo Beatrice Colomba Maria Immacolata Leonida di Borbone-Parma; Biarritz, 9 gennaio 1879 – Mureck, 11 marzo 1946) fu una principessa di Parma, Piacenza e Guastalla per nascita e Contessa Lucchesi Palli per matrimonio.

## Biografia

### Infanzia
Era figlia del duca Roberto I di Parma e della prima moglie Maria Pia di Borbone-Due Sicilie.
Beatrice, e la sorella maggiore Maria Luisa, furono le uniche figlie della coppia a contrarre matrimonio, dato che le altre sorelle che raggiunsero l'età adulta erano affette da ritardi mentali.

### Matrimonio
Venne data in sposa a Pietro Lucchesi Palli, nipote della principessa Carolina di Borbone-Due Sicilie. Il matrimonio venne celebrato a Schwarzau am Steinfeld il 12 agosto 1906.
Dall'unione nacquero quattro figli:
- Maria Antonia (Viareggio, 1º giugno 1907-Graz, 4 gennaio 1911);
- Ludovico Roberto (Venezia, 7 maggio 1908-Wagna, 9 giugno 1983) che sposò Stefania Ruffo di Calabria[3];
- Adinolfo (Brunnsee, 18 giugno 1911-Wagna 26 febbraio 1986), che sposò Sarolta Elisabeth Szeki;
- Carlo Ettore (Brunnsee, 9 maggio 1915-Brunnsee, 23 gennaio 1919).

### Morte
Rimasta vedova il 5 dicembre 1939, la principessa morì l'11 marzo 1946. Era sopravvissuta a suo marito e a due dei suoi quattro figli.

## Ascendenza
|                                  |                               |                                  | Genitori                              |  |  | Nonni |  |  | Bisnonni                  |  |  | Trisnonni             |  |
|                                  |                               |                                  |                                       |  |  |       |  |  | Carlo Ludovico di Borbone |  |  | Ludovico I di Etruria |  |
|                                  |                               |                                  |                                       |  |  |       |  |  | Carlo Ludovico di Borbone |  |  | Ludovico I di Etruria |  |
|                                  |                               | Maria Luisa di Borbone-Spagna    |                                       |  |  |       |  |  | Carlo Ludovico di Borbone |  |  |                       |  |
| Carlo III di Parma               |                               |                                  |                                       |  |  |       |  |  | Carlo Ludovico di Borbone |  |  |                       |  |
|                                  |                               | Maria Teresa di Savoia           | Vittorio Emanuele I di Savoia         |  |  |       |  |  |                           |  |  |                       |  |
|                                  |                               | Maria Teresa di Savoia           | Vittorio Emanuele I di Savoia         |  |  |       |  |  |                           |  |  |                       |  |
|                                  |                               | Maria Teresa di Savoia           | Maria Teresa d'Austria-Este           |  |  |       |  |  |                           |  |  |                       |  |
| Roberto I di Parma               |                               | Maria Teresa di Savoia           |                                       |  |  |       |  |  |                           |  |  |                       |  |
|                                  |                               | Carlo di Borbone-Francia         | Carlo X di Francia                    |  |  |       |  |  |                           |  |  |                       |  |
|                                  |                               | Carlo di Borbone-Francia         | Carlo X di Francia                    |  |  |       |  |  |                           |  |  |                       |  |
|                                  |                               | Carlo di Borbone-Francia         | Maria Teresa di Savoia                |  |  |       |  |  |                           |  |  |                       |  |
| Luisa Maria di Borbone-Francia   |                               | Carlo di Borbone-Francia         |                                       |  |  |       |  |  |                           |  |  |                       |  |
|                                  |                               | Carolina di Borbone-Due Sicilie  | Francesco I delle Due Sicilie         |  |  |       |  |  |                           |  |  |                       |  |
|                                  |                               | Carolina di Borbone-Due Sicilie  | Francesco I delle Due Sicilie         |  |  |       |  |  |                           |  |  |                       |  |
|                                  |                               | Carolina di Borbone-Due Sicilie  | Maria Clementina d'Asburgo            |  |  |       |  |  |                           |  |  |                       |  |
| Beatrice di Borbone-Parma        |                               | Carolina di Borbone-Due Sicilie  |                                       |  |  |       |  |  |                           |  |  |                       |  |
|                                  | Francesco I delle Due Sicilie | Ferdinando I delle Due Sicilie   |                                       |  |  |       |  |  |                           |  |  |                       |  |
|                                  | Francesco I delle Due Sicilie | Ferdinando I delle Due Sicilie   |                                       |  |  |       |  |  |                           |  |  |                       |  |
|                                  | Francesco I delle Due Sicilie | Maria Carolina d'Asburgo-Lorena  |                                       |  |  |       |  |  |                           |  |  |                       |  |
| Ferdinando II di Borbone         | Francesco I delle Due Sicilie |                                  |                                       |  |  |       |  |  |                           |  |  |                       |  |
|                                  |                               | Maria Isabella di Borbone-Spagna | Carlo IV di Spagna                    |  |  |       |  |  |                           |  |  |                       |  |
|                                  |                               | Maria Isabella di Borbone-Spagna | Carlo IV di Spagna                    |  |  |       |  |  |                           |  |  |                       |  |
|                                  |                               | Maria Isabella di Borbone-Spagna | Maria Luisa di Borbone-Parma          |  |  |       |  |  |                           |  |  |                       |  |
| Maria Pia di Borbone-Due Sicilie |                               | Maria Isabella di Borbone-Spagna |                                       |  |  |       |  |  |                           |  |  |                       |  |
|                                  |                               | Carlo d'Asburgo-Teschen          | Leopoldo II d'Asburgo-Lorena          |  |  |       |  |  |                           |  |  |                       |  |
|                                  |                               | Carlo d'Asburgo-Teschen          | Leopoldo II d'Asburgo-Lorena          |  |  |       |  |  |                           |  |  |                       |  |
|                                  |                               | Carlo d'Asburgo-Teschen          | Maria Luisa di Borbone                |  |  |       |  |  |                           |  |  |                       |  |
| Maria Teresa d'Asburgo-Teschen   |                               | Carlo d'Asburgo-Teschen          |                                       |  |  |       |  |  |                           |  |  |                       |  |
|                                  |                               | Enrichetta di Nassau-Weilburg    | Federico Guglielmo di Nassau-Weilburg |  |  |       |  |  |                           |  |  |                       |  |
|                                  |                               | Enrichetta di Nassau-Weilburg    | Federico Guglielmo di Nassau-Weilburg |  |  |       |  |  |                           |  |  |                       |  |
|                                  |                               | Enrichetta di Nassau-Weilburg    | Luisa Isabella di Kirchberg           |  |  |       |  |  |                           |  |  |                       |  |
|                                  |                               | Enrichetta di Nassau-Weilburg    |                                       |  |  |       |  |  |                           |  |  |                       |  |